# Брадлянський потік (притока Грабовця)
Брадлянський потік (словац. Bradliansky potok) — річка; ліва притока Грабовця, протікає в окрузі Кошиці-околиця.
Довжина приблизно 3.5 км. Витік знаходиться в масиві Солоні гори (геоморфологічна підодиниця Міліч — схил гори Брадло) — на висоті приблизно 640 метрів.
Протікає територією сіл Скарош; Ракош і Вишня Мишля. Впадає у Грабовець на висоті близько 235—240 метрів.[неавторитетне джерело]